# Steel Curtain
Pour les articles homonymes, voir Curtain.
Le Steel Curtain (« rideau d'acier » par analogie avec le rideau de fer et en lien avec le nom de l'équipe) est le surnom à quatre joueurs formant la première ligne défensive de l'équipe de football américain des Steelers de Pittsburgh dans les années 1970.
Ce groupe a été l'épine dorsale des Steelers sur cette période, qui a remporté quatre Super Bowls (IX, X, XIII et XIV) en six années.
Cette ligne était composée des defensive tackles Joe Greene (#75) et Ernie Holmes (#63) et des defensive ends L. C. Greenwood (#68) et Dwight White (en) (#78).